# Вышеславское (Владимирская область)
Вышеславское — село в Суздальском районе Владимирской области России, входит в состав Селецкого сельского поселения.

## География
Село расположено в 14 км на юго-запад от райцентра города Суздаль.

## История
Село было вотчиной Суздальского Покровского монастыря. Церковь каменная в честь Воздвижения Креста Господня построена в 1806 году, а колокольня каменная — в 1876 году усердием прихожан. Церковь каменная, теплая, с престолом в честь святителя и чудотворца Николая построена в 1816 году также усердием прихожан. В 1896 году приход состоял из одного села, в коем числится 167 дворов, 473 души мужского пола и 536 женского. В селе имелась школа грамотности и помещалась в доме священника.
В конце XIX — начале XX века село входило в состав Теренеевской волости Суздальского уезда.
С 1929 года село входило с состав Гавриловского сельсовета Суздальского района.

## Население
| 1859 | 1897 | 1926 |
| ---- | ---- | ---- |
| 736  | 909  | 1143 |

| 1859 | 1897 | 1905  | 1926  | 2002 | 2010 | 2021 |
| ---- | ---- | ----- | ----- | ---- | ---- | ---- |
| 736  | ↗909 | ↗1047 | ↗1143 | ↘25  | ↘14  | ↗23  |

## Известные жители
- Алякринский, Митрофан Иванович (1794—1872) — врач, доктор медицины (1825), действительный статский советник.
- Красиков, Иван Петрович (1919—1944) — младший сержант, Герой Советского Союза (1944).

## Достопримечательности
В селе находятся недействующие Церковь Воздвижения Креста Господня (1806—1876) и Церковь Николая Чудотворца (1816).